# 蘭島車站
蘭島車站（日语：／ Ranshima eki */?）是由北海道旅客鐵道（JR北海道）所經營的鐵路車站，位於日本北海道小樽市。本站是JR北海道函館本線的簡易委託車站，位於JR北海道本社（札幌總部）的直轄範圍內。
本站在1902年由北海道鐵道設置時原名蘭島，之後在1904年時曾短暫改名為忍路，但翌年（1905年）即改回現名。站名源自於阿伊努語的「ra-n-osma-nay」（下降後進入內部的河流）或「ra-n-os-mak-nay」（下坡路背後的河流）。
日本電影《NANA》曾在2005年2月時於本站處取景。但在電影中使用的是「北港」這個虛構的車站名。

## 車站結構
本站為對向式月台2面2線的地面車站，月台之間透過跨線橋連接。本站為簡易委託站，窗口營業時間為7時00分至17時30分。

### 月台配置
| 月台 | 路線      | 方向 | 目的地                   |
| ---- | --------- | ---- | ------------------------ |
| 1    | ■函館本線 | 上行 | 余市、俱知安、長萬部方向 |
| 2    | ■函館本線 | 下行 | 小樽、札幌方向           |

## 相鄰車站
北海道旅客鐵道（JR北海道）
■函館本線
快速「Niseko Liner」、普通
余市（S18）－蘭島（S17）－鹽谷（S16）